# Sankaku-ji

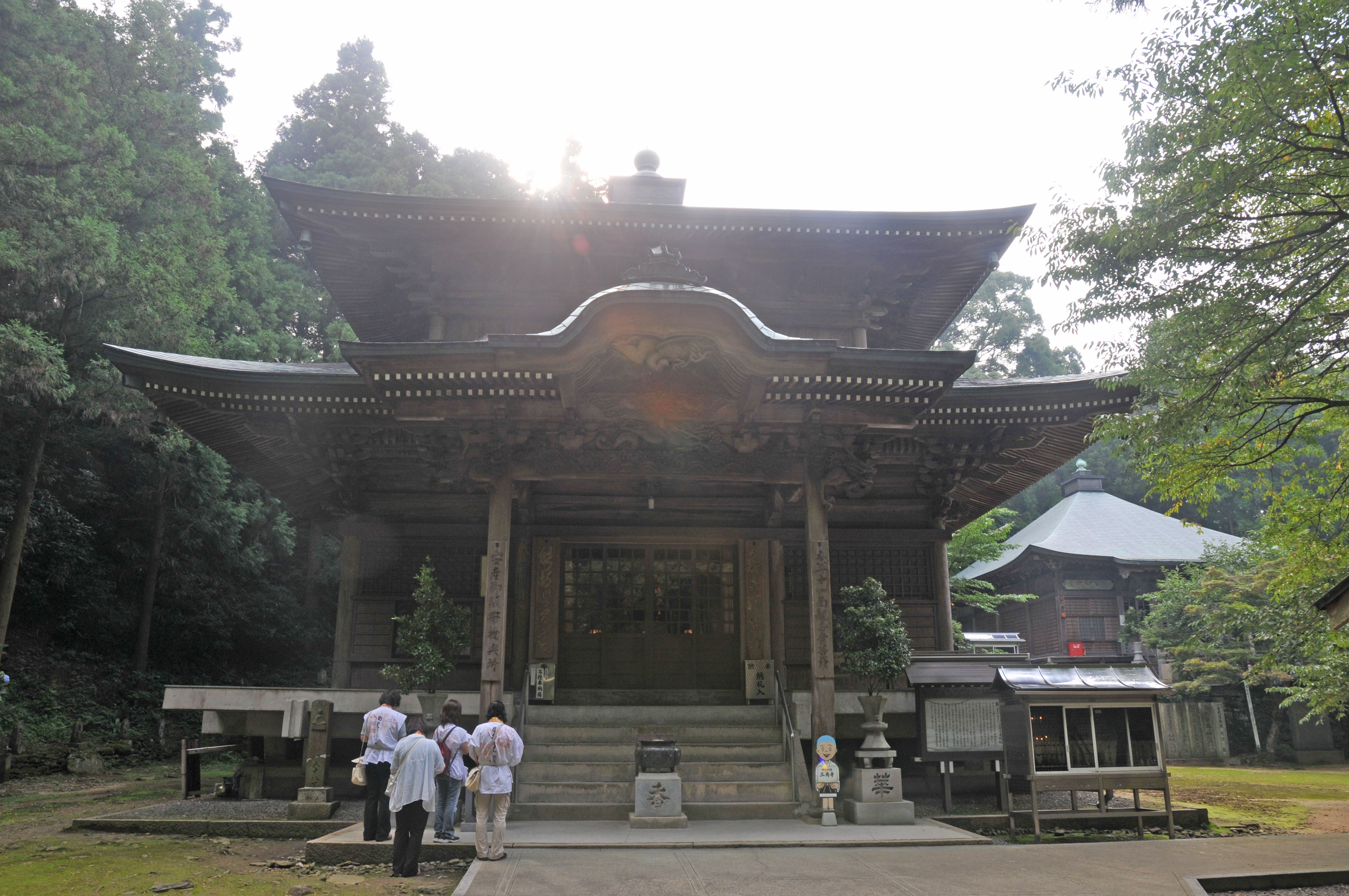
Haupthalle

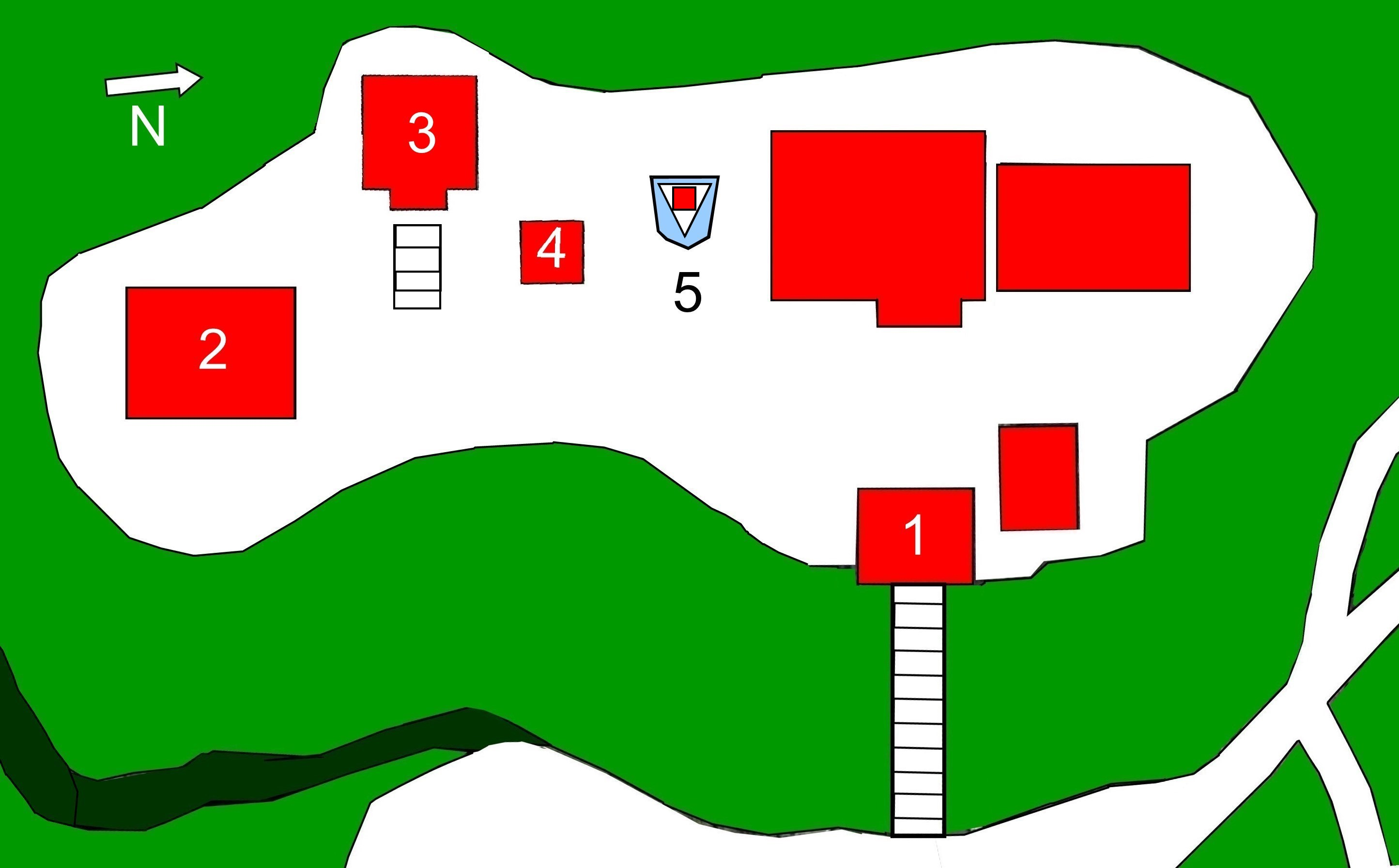
Plan des Tempels (s. Text)

Der Sankaku-ji (japanisch 三角寺) mit den Go Yureizan (由霊山) und Jisonin (慈尊院) ist ein Tempel des Kōyasan-Zweiges (高野山派) der Shingon-Richtung des Buddhismus in der Stadt Shikokuchūō (Präfektur Ehime). Er liegt am Berghang in etwa 350 m Höhe und ist in der traditionellen Zählung der 65. Tempel des Shikoku-Pilgerwegs.

## Geschichte
Der Tempel wurde auf Wunsch des Kaisers Shōmu (701–756) vom Priester Gyōki angelegt, der damit die Jōdo-Richtung des Buddhismus verbreiten wollte. 815 besuchte Priester Kūkai den Tempel und fertigte eine elfgesichtige Kannon für ihn an. Weiterhin schnitzte er eine Figur des Fudō Myōō und baute eine dreieckige Basis für die Goma-Zeremonie. Auf dieser soll er 21 Tage lang die geheime Goma-Zeremonie zur Unterwerfung von Feinden und Dämonen (降伏 護摩の秘宝, Gōbuku-Goma no hihō) durchgeführt haben. Die dreieckige Basis innerhalb des Sankaku-Teichs ist erhalten geblieben, sie gab dem Tempel den Namen. Auch Kaiser Saga förderte den Tempel zur Schenkung eines größeren Gebiets, so dass dieser in der Folgezeit als „Sieben Bauten Anlage“ (七堂伽藍, Shichidō Garan) blühte.
Am Ende des 16. Jahrhunderts wurde der Tempel von Truppen des Chōsokabe Motochika zerstört, die gegenwärtige Anlage stammt aus dem Jahr 1849. 1971 wurde er grundüberholt.

## Anlage
Man steigt von der Straße die Steintreppe hoch, passiert im oberen Teil das Tempeltor, das hier zugleich die Rolle des Glockenturms übernimmt (鐘楼門, Shōrō-mon; 1). Auf der oberen Ebene hat man zur Rechten das Mönchsquartier und die Unterkunft für Pilger. Nach links gewandt folgen auf der rechten Seite die Halle, die dem Tempelgründer gewidmet ist, die Daishidō (大師堂; 2), und davor der Pavillon (薬師堂, Yakushidō; 3) für den heilenden Buddha Yakushi. Am Ende der Anlage steht die Haupthalle (本堂, Hondō; 4), die – wie bei den anderen Gebäuden auch – von Osten her betreten wird.
Eine Besonderheit ist das von einem Steingeländer umgebene, dreieckig geformte kleine Wasserbecken (三角池, Sankaku-ike; 5), das dem Tempel, nämlich „Dreieckstempel“ seinen Namen gab. In dessen Mitte befindet sich ein kleiner Pavillon für die Benzaiten. Dort soll ursprünglich Kukai die Goma-(護摩)-Zeremonie abgehalten haben.

## Schätze
Hauptkultfigur ist eine elfgesichtige Kannon aus der Heian-Zeit, die als Kulturgut der Präfektur registriert ist. Sie ist etwa 168 cm hoch und ist aus einem Stück Hinoki-Holz gefertigt. Sie wird nur zu Beginn des 60-Jahre-Zyklus öffentlich gezeigt, das letzte Mal geschah das im Jahr 1984. Der 7 m hohe „Lebenverlängernde Jizō“ (延命地蔵菩薩, Emmei Jizō bosatsu) aus Bronze stammt aus dem Jahr 1977.

## Bilder

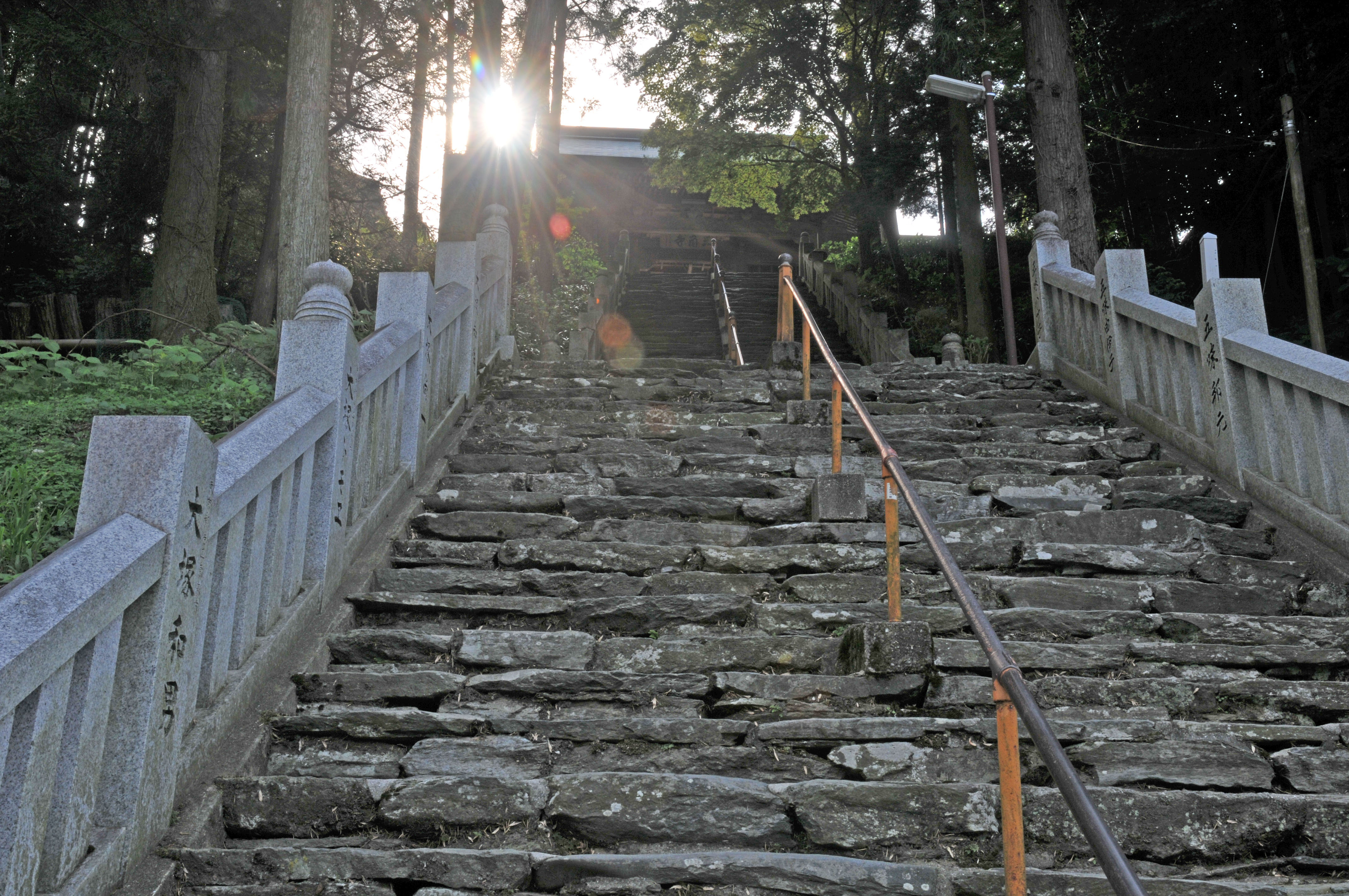
Treppe
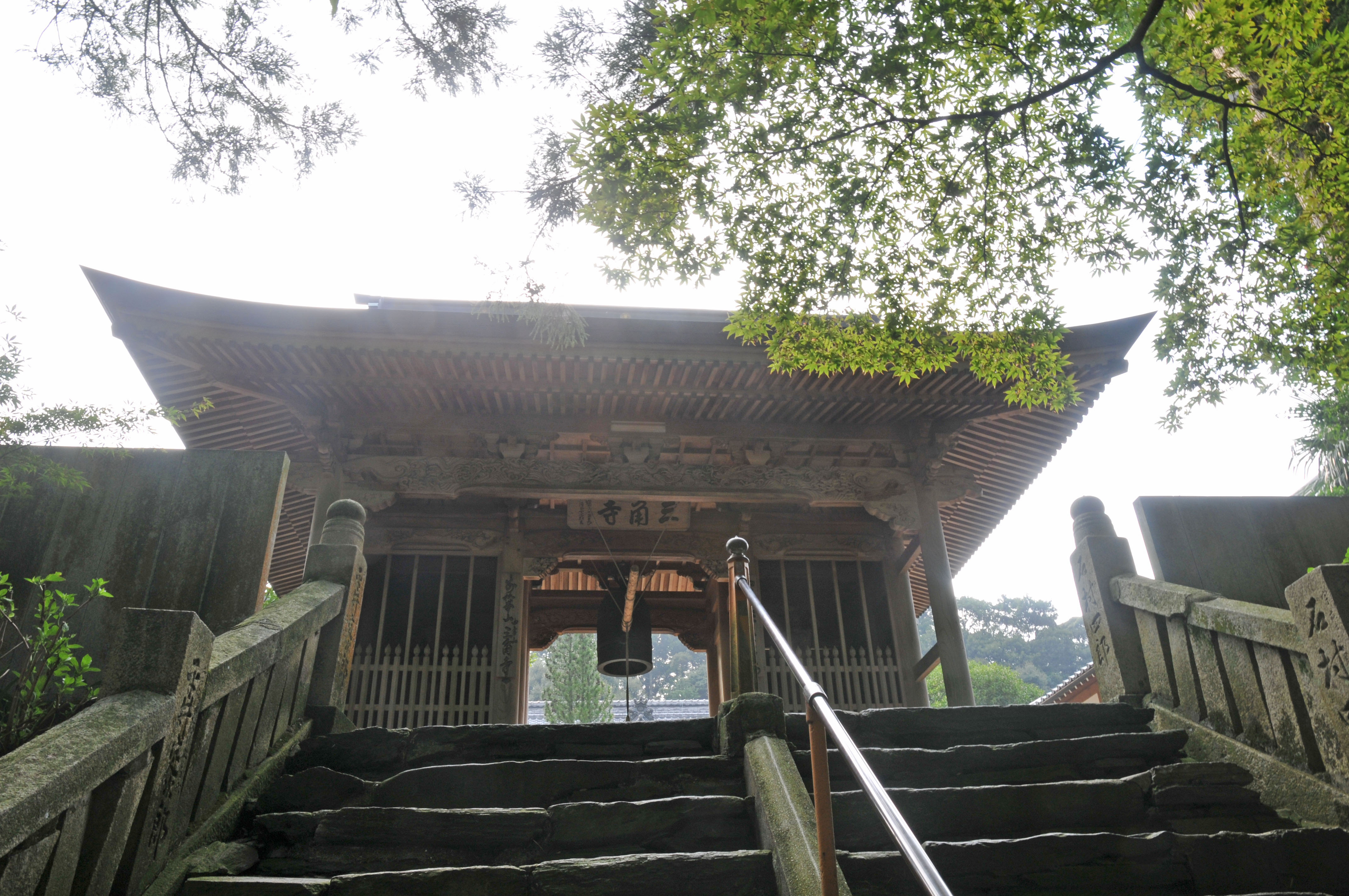
Glockentor
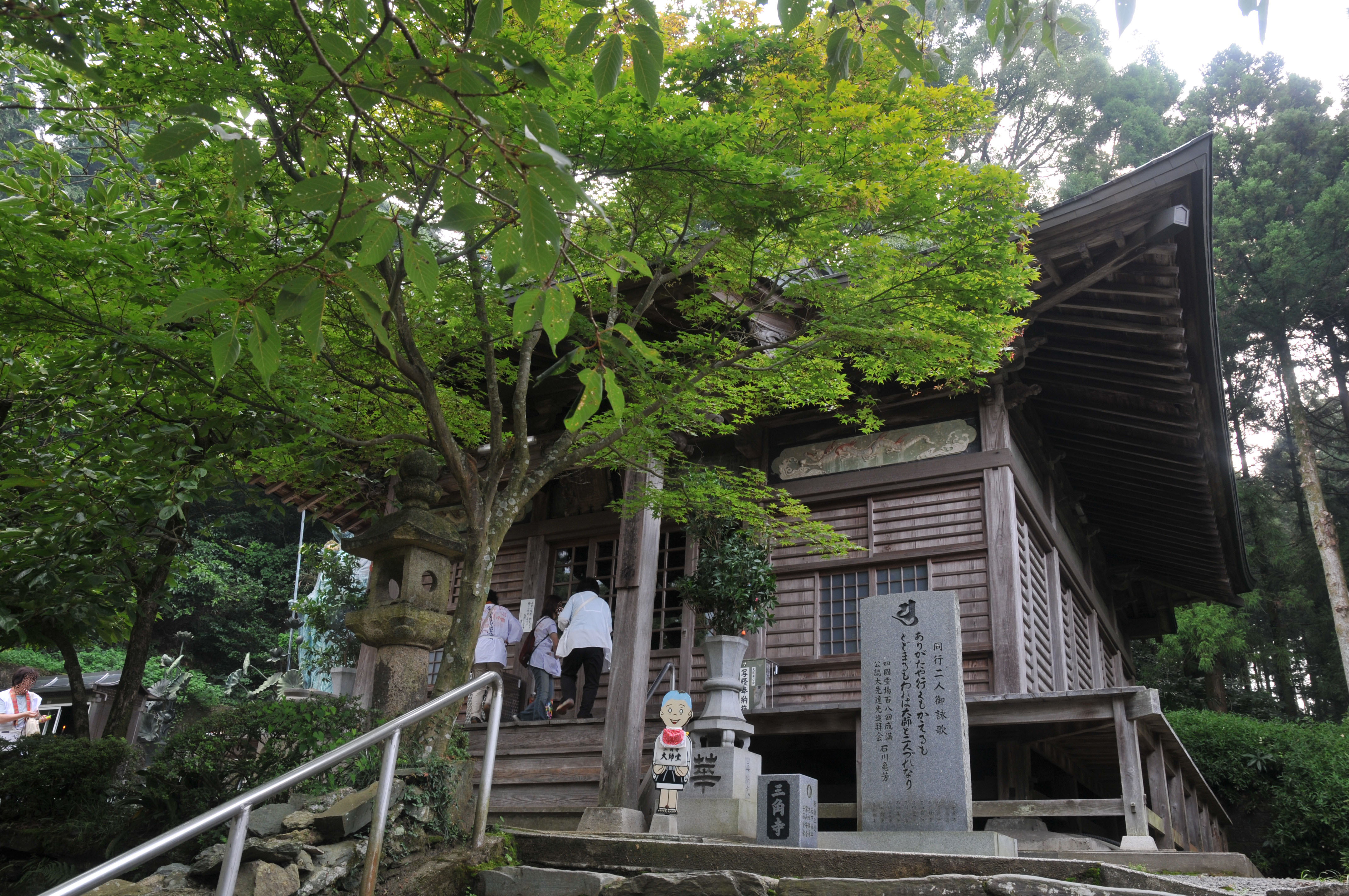
Daishidō
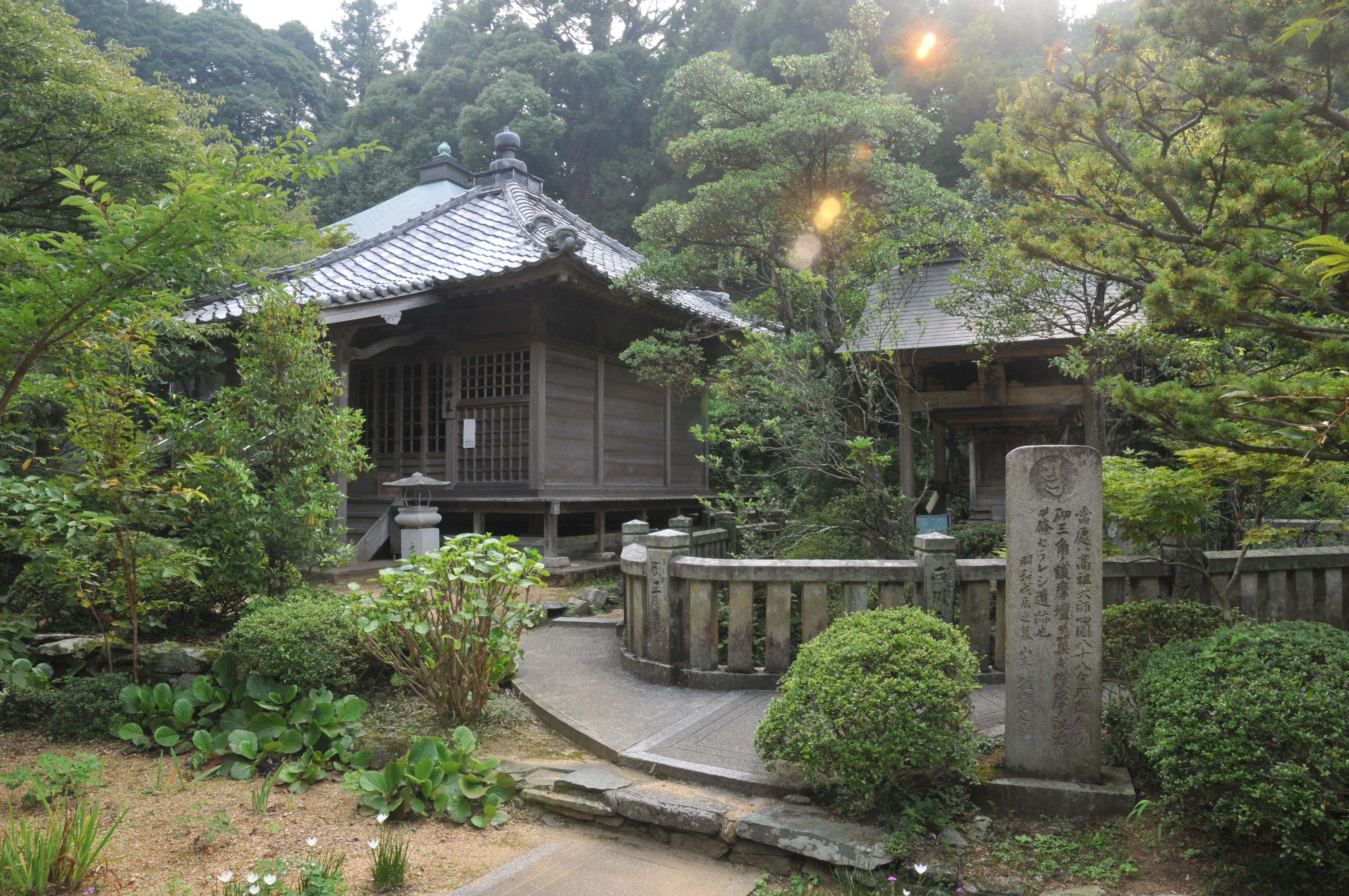
Yakushidō l. und Sankaku-ike r.
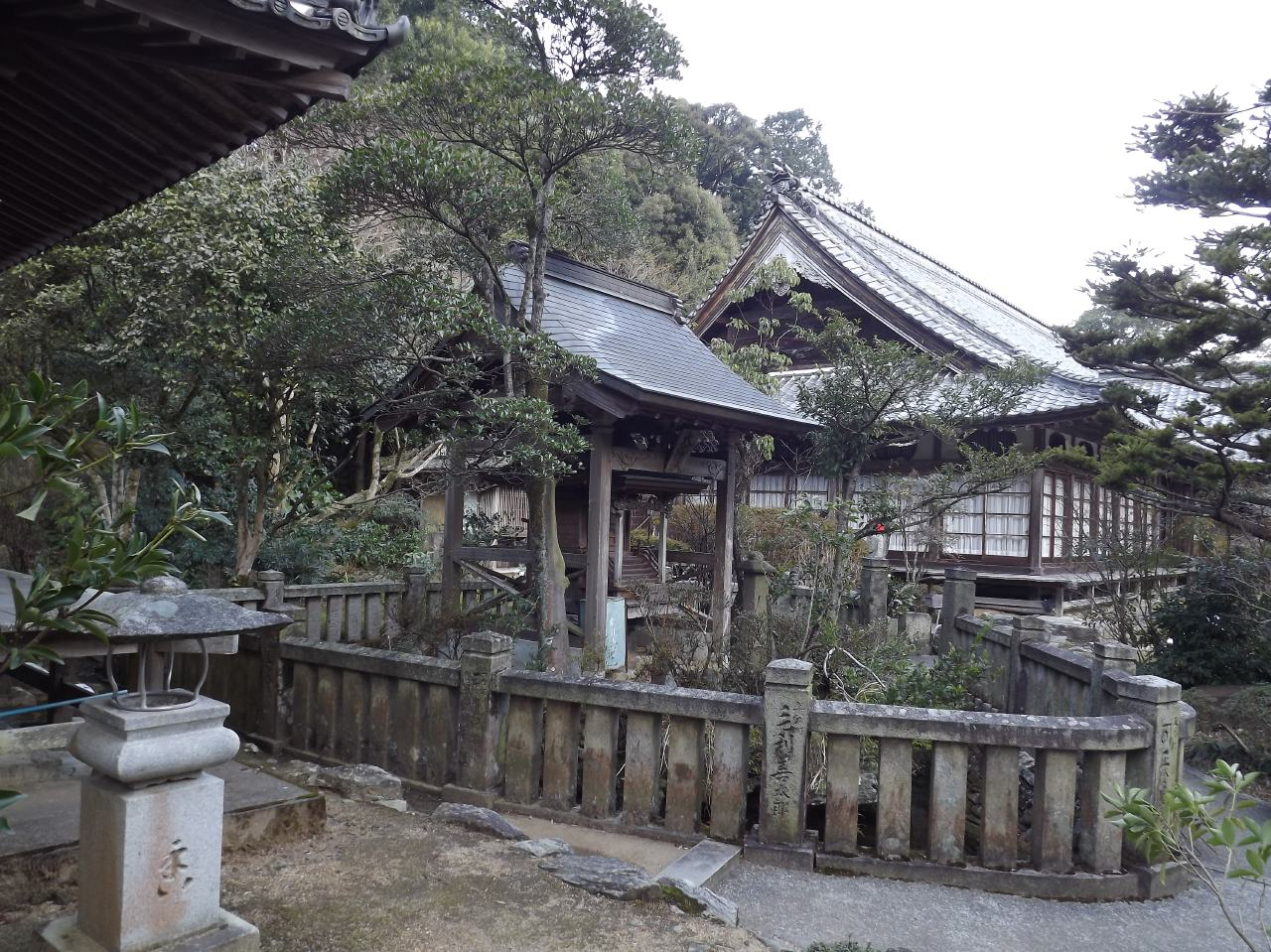
Sankaku-ike Umzäunung mit Bentendō
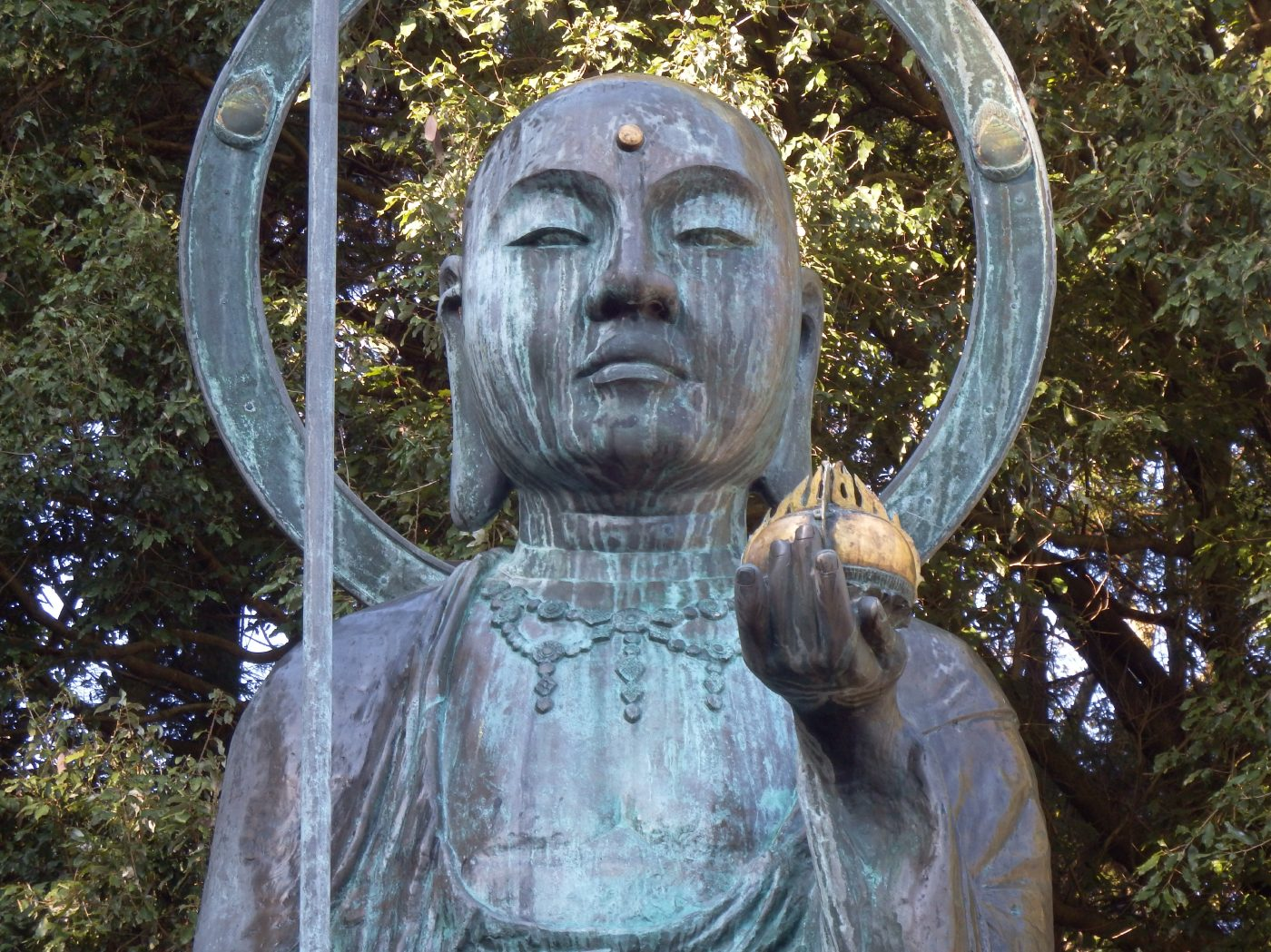
Emmei Jizō